# Descalvado
Descalvado ist eine Gemeinde im brasilianischen Bundesstaat São Paulo. Descalvado liegt ca. 30 km nordöstlich von São Carlos und 210 km nordwestlich von São Paulo. Die Bevölkerung der Gemeinde beträgt 31.756 Einwohner.

## Geographie
Die Gemeinde ist nicht in Distrikte unterteilt, es gibt nur den Hauptdistrikt.

## Geschichte
Die Gemeinde wurde 1865 durch Landesgesetz gegründet.

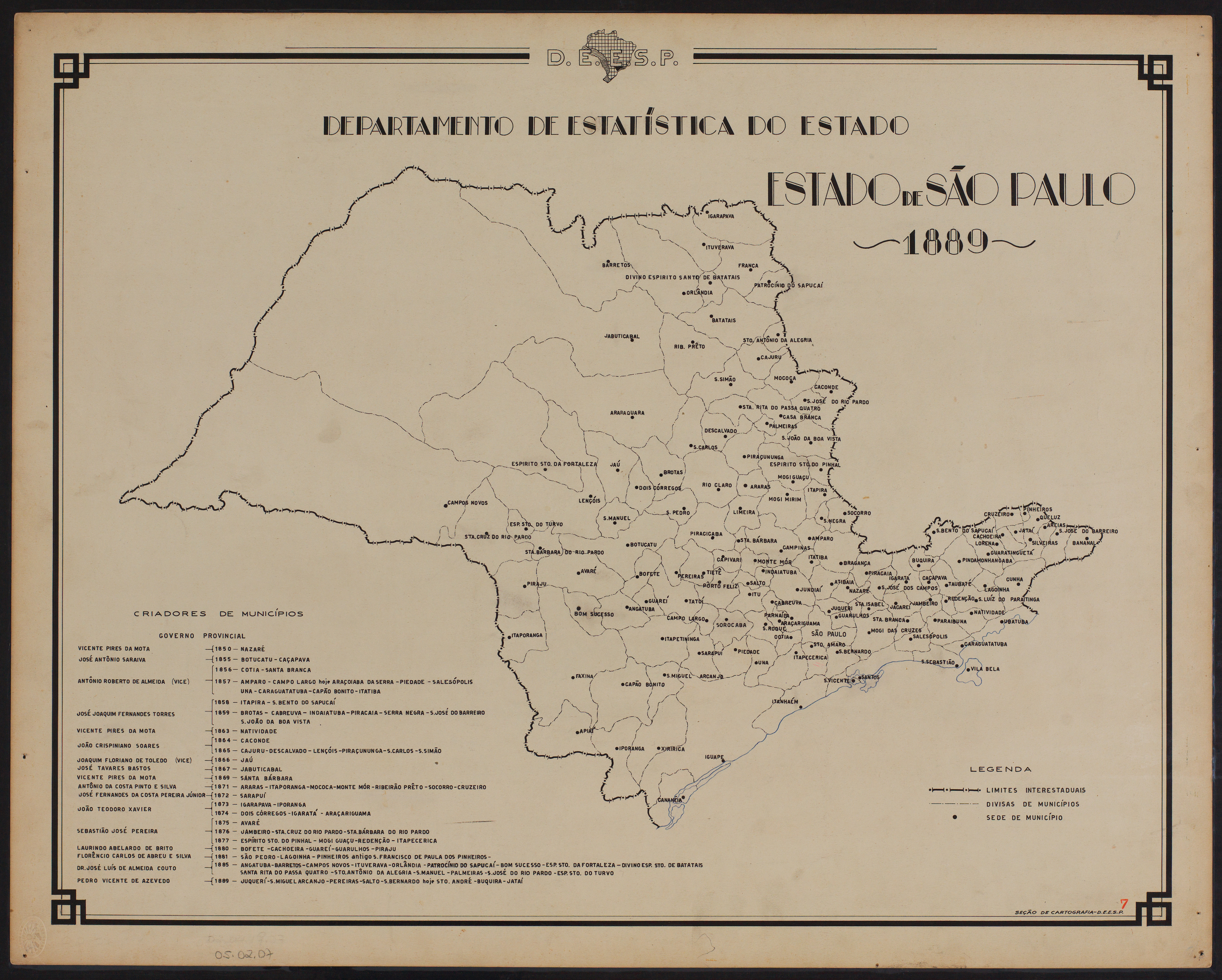
Karte des Bundesstaates São Paulo (1889).

## Bevölkerung
| Bevölkerungsentwicklung | Bevölkerungsentwicklung |
| Jahr                    | Bevölkerung             |
| ----------------------- | ----------------------- |
| 1920                    | 22.035                  |
| 1940                    | 16.467                  |
| 1950                    | 14.113                  |
| 1960                    | 15.859                  |
| 1970                    | 15.510                  |
| 1980                    | 20.333                  |
| 1991                    | 25.750                  |
| 2000                    | 28.921                  |
| 2010                    | 31.056                  |
| 2022                    | 31.756                  |
| [ 5 ] [ 6 ] [ 7 ]       |                         |

## Religion
Das Christentum ist in der Stadt wie folgt vertreten:

### Römisch-katholische Kirche
Die katholische Kirche in der Gemeinde ist Teil der bistum Limeira.

### Protestantische Kirche
In der Stadt gibt es die unterschiedlichsten evangelischen Glaubensrichtungen, hauptsächlich Pfingstler, darunter die brasilianischen Assemblies of God, die Christliche Kongregationalistische Kirche in Brasilien, und andere.